# TT160
La tombe thébaine TT 160 est située à Dra Abou el-Naga, dans la nécropole thébaine, sur la rive ouest du Nil, face à Louxor en Égypte.
C'est la sépulture de Besenmout (Bs-n-mw.t), une connaissance du roi, datant de la période saïte.